# Sosoliso Airlines

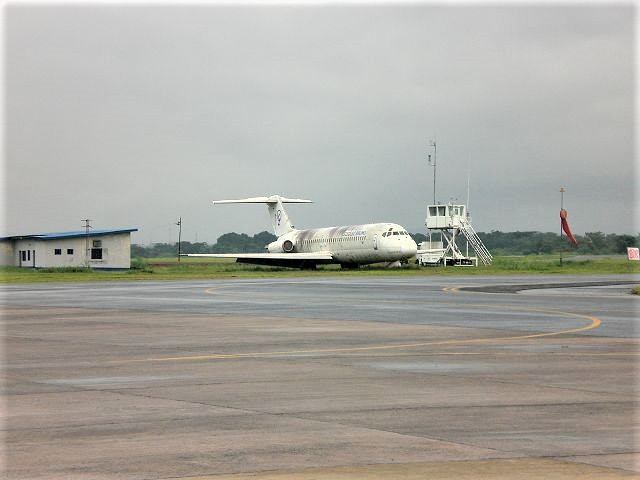
DC-9 de Sosoliso Airlines

Sosoliso Airlines (code OACI OSL) est une compagnie aérienne privée du Nigeria, basée à Ikeja. La compagnie a commencé ses activités en 2000 en exploitant plusieurs liaisons intérieures. Sa flotte est composée de trois DC-9, d'un MD-81 et d'un MD-82 d'occasion ou loués.

## Catastrophes
Un DC-9, sur le vol OSL 1145, d'Abuja à Port Harcourt, s'est écrasé le 10 décembre 2005, faisant 106 victimes, parmi les 110 personnes à bord et des civils au sol.